# Eupithecia decolorata
Eupithecia decolorata là một loài bướm đêm trong họ Geometridae.